# Liste des plus longs romans
Établir la liste des plus longs romans pose le problème des critères utilisés qui peuvent influencer les résultats, de la même manière que dans la détermination de la liste des plus hauts gratte-ciel du monde.

## Critères de sélection

### Nombre de mots
Si les nombres de mots et de caractères sont couramment utilisés dans ces comparaisons, ces termes peuvent devenir ambigus, parfois même interchangeables, suivant le langage considéré. Dans le système alphabétique, les lettres (symbolisant des sons) sont combinées afin de former des syllabes qui sont elles-mêmes combinées pour former des mots. En coréen par contre, chaque caractère note une syllabe, réduisant de fait considérablement le nombre de lettres nécessaire à l'expression d'un mot. Le nombre de pages d'un roman (qui s'établit proportionnellement au nombre de mots et de caractères) est un autre point de comparaison, pouvant également subir des variations.
Les classements directs sont de préférence faits en utilisant une même langue pour toutes les œuvres, certaines langues étant en moyenne plus concises que d'autres (mais le nombre de mots peut varier de manière significative d'une traduction à l'autre pour une même œuvre originale, traduite dans une même langue).

### Définition du roman
La définition du roman en tant que tel pose également problème. Pour les besoins de cette liste, la définition suivante sera retenue : un roman est une œuvre littéraire narrative unique, imprimée ou sous forme électronique, qui est publiée par une maison d'édition qui en a acquis les droits de publication auprès de l'auteur. De par cette définition, cette liste ignore intentionnellement bon nombre de textes de grande longueur, tels que des encyclopédies.
L'émergence de formes peu coûteuses d'auto-édition a permis à des auteurs de créer aisément des travaux littéraires remplissant la plupart des critères permettant à un texte d'être qualifié de roman. Quelques très longs exemples ont pu attirer une attention considérable de la part des médias. Parmi les exemples les plus remarquables, on peut mentionner les 17 millions de mots de Marienbad My Love de Mark Leach ou les 13 millions de mots de The Blah Story de Nigel Tomm. De même, The Story of the Vivian Girls, de l'artiste Henry Darger n'a jamais été publié mais reçoit une attention soutenue des critiques et des médias.
Les cycles de romans sont plutôt des ensembles de livres partageant un même univers fictionnel mais pouvant tout de même être lus de manière indépendante. Dans certains cas auteur et éditeur peuvent ne pas s'accorder quant à la façon de publier des romans et les diviser en une série, ou vice-versa. Par exemple Le Seigneur des anneaux que l'auteur considère comme un seul roman, mais découpé en six livres non titrés, et finalement le plus souvent vendu sous forme de trois romans ayant chacun un titre et regroupant deux livres.
Le volume de sagas peut facilement atteindre les millions de mots. Parmi les exemples notables, on peut mentionner La Roue du temps (The Wheel of Time), une série de fantasy de Robert Jordan et Brandon Sanderson, ou Perry Rhodan,  une série de romans allemands de science-fiction atteignant actuellement les 150 millions de mots en plus de 2 300 parties. Des volumes importants peuvent également être trouvés dans des fanfictions, telles que Trial by Tenderness de Cevn McGuire et ses deux millions de mots ou The Subspace Emissary's Worlds Conquest qui en contient un peu plus de 3,5 millions.
Si l'on agrandit la liste en ne prenant pas forcément en compte que les romans, et en excluant les textes sacrés et les encyclopédies, on arrive à ce classement :
Thomas d'Aquin, Somme théologique
Ouvrage monumental de plus de 4 000 pages et inachevé il se propose d'exposer brièvement les crédos catholiques aux apprentis théologiens sous la forme scolastique. On l'estime à deux millions de mots.
Pline l'Ancien, Histoire naturelle
Considérée comme la première encyclopédie naturelle et divisée en 37 volumes elle traite aussi bien de pharmacologie que de zoologie. On l'estime à un peu moins d'un million de mots.
Arthur Schopenhauer, Le Monde comme volonté et comme représentation
Grandement inspiré du bouddhisme et de la philosophie kantienne le philosophe allemand parvient à l'idée que le monde est tantôt représentation (le phénomène kantien) et tantôt volonté (la chose en soi toutefois dépourvue de but) et le développe et commente sur plus de 700 000 mots.
Augustin d'Hippone, La Cité de Dieu
Une apologétique chrétienne en réaction aux calomnies de la part de l'Empire romain avec l'exposition de deux républiques : celle de Dieu portée sur la charité et celle des Hommes où règne l'égoïsme. On l'estime à 600 000 mots.

## Les plus longs romans en alphabetlatinoucyrillique

### MadeleineetGeorges de Scudéry,Artamène ou le Grand Cyrus
Publié en dix volumes entre 1649 et 1653. Ce roman à clef contient 2,1 millions de mots. Le texte complet est disponible en ligne.

### Marcel Proust,À la recherche du temps perdu
Le plus long roman couramment lu. 9 609 000 caractères, près de 1,5 million de mots. Cet ouvrage détient le record du plus long roman dans le Livre Guinness des records. Il fut publié en sept volumes entre 1913 et 1927; il existe toutefois actuellement une édition en un volume de 2400 pages.

### L. Ron Hubbard,Mission Terre
Contient 1,2 million de mots, publié en anglais en 10 volumes entre 1986 et 1988.

### Madison Cooper,Sironia, Texas
Publié en 1952 sous la forme de deux volumes d'un total de 1731 pages. Le total des mots est estimé à 1 100 000.

### Alexandre Dumas, père,Les Mohicans de Paris
Plus de trois cents chapitres, plus d'un million de mots, Les Mohicans de Paris (1854-1859) est le plus long roman d'Alexandre Dumas père. L'édition Gallimard de 1998, en deux volumes dans la collection Quarto, comprend 2650 pages.

### Anthony Powell,A Dance to the Music of Time
Publié entre 1951 et 1975 comme un hommage à Proust. Ayant été publié en 12 volumes, ce livre est parfois considéré comme un cycle. Le total des mots est de un million.

### Samuel Richardson,Clarisse Harlowe
Publié en 1748, l'édition originale contient 969 000 mots. La troisième édition atteint le million de mots pour un total de 5 500 000 caractères et fut publiée en neuf volumes.

### Xavier Herbert,Poor Fellow My Country
Publié en 1975. Ses 1 463 pages et 850 000 mots en font le plus long roman australien publié.

### Marguerite Young,Miss MacIntosh, My Darling
Publié en 1965, il contient 700 000 mots sur 1 198 pages.

### Ayn Rand,La Grève
Publié en 1957, il contient 645 000 mots sur 1 168 pages.

### Alexandre Dumas, père,Le Vicomte de Bragelonne
Écrit en 1847, il contient 626 000 mots.

### Vikram Seth,A Suitable Boy
Publié en 1993, il contient 591 552 mots sur 1 488 pages. Il s'agit du plus long roman en anglais depuis Clarissa et d'un des plus longs ouvrages en anglais publié en un seul volume.

### Léon Tolstoï,Guerre et Paix
Publié entre 1865 et 1869. Le texte original comprend 560 000 mots en russe et en français. Une édition actuelle courante en français comprend un peu plus de 2 000 pages en deux volumes.

### Riccardo Bacchelli,Le Moulin du Pô
Publié entre 1938 et 1940, dans l'édition Mondadori ce roman historique contient 559 800 mots sur 2 082 pages. Il s'agit du plus long roman de la littérature italienne.

### Carl Sandburg,Remembrance Rock
Publié en 1948, il contient 532 030 mots.

### Victor Hugo,Les Misérables
Publié en 1862, il contient 513 000 mots. Une édition française format poche comprend deux volumes pour un total de 2 000 pages.

### Marija Jurić Zagorka,Gordana
Ce livre fut au départ publié sous la forme d'une série, qui fut plus tard réunie en 8 à 12 volumes (suivant l'édition). L'édition de 1935 s'étend sur un total de 5 200 pages; le nombre de mots n'est pas connu. Il s'agit probablement du plus long roman en croate mais également d'un des plus longs romans jamais écrit.

### Honoré d'Urfé,L'Astrée
Roman publié en cinq volumes de 1607 à 1627. Le roman comprend 
5 399 pages.

### Robert Musil,L'Homme sans qualités
Publié en trois parties, deux en 1930 et la troisième en 1942, après la mort de l'auteur. L'œuvre est inachevée et comprend 1 700 pages.

### Tableau récapitulatif
|    | Titre du roman                | Auteur                             | Nombre de mots   | Langue            | Nombre de volumes | Édité |
| -- | ----------------------------- | ---------------------------------- | ---------------- | ----------------- | ----------------- | ----- |
| 1  | Marienbad My Love             | Mark Leach                         | 17 millions      | Anglais           |                   | Non   |
| 2  | The Blah Story                | Nigel Tomm                         | 11,3 millions    | Anglais           | 23                | Non   |
| 3  | The Story of the Vivian Girls | Henry Darger                       | 9 millions       | Anglais           |                   | Non   |
| 4  | La Roue du temps              | Robert Jordan et Brandon Sanderson | 4,4 millions     | Anglais           | 15                | Oui   |
| 5  | Trial by Tenderness           | Cevn McGuire                       | 2,2 millions     | Anglais           |                   | Non   |
| 6  | Artamène ou le Grand Cyrus    | Madeleine et Georges de Scudéry    | 2,1 millions     | Français          | 10                | Non   |
| 7  | À la recherche du temps perdu | Marcel Proust                      | 1,5 million      | Français          | 7                 | Oui   |
| 8  | Mission Terre                 | L. Ron Hubbard                     | 1,2 million      | Anglais           | 10                | Oui   |
| 9  | Sironia, Texas                | Madison Cooper                     | 1,1 million      | Anglais           | 2                 | Oui   |
| 10 | Les Mohicans de Paris         | Alexandre Dumas                    | Plus d'1 million | Français          | 2                 | Oui   |
| 11 | A Dance to the Music of Time  | Anthony Powell                     | 1 million        | Anglais           | 12                | Oui   |
| 12 | Clarisse Harlowe              | Samuel Richardson                  | 969 000          | Anglais           | 9                 | Oui   |
| 13 | Poor Fellow My Country        | Xavier Herbert                     | 850 000          | Anglais           |                   | Oui   |
| 14 | Miss MacIntosh, My Darling    | Marguerite Young                   | 700 000          | Anglais           |                   | Oui   |
| 15 | La Grève                      | Ayn Rand                           | 645 000          | Anglais           |                   | Oui   |
| 16 | Le Vicomte de Bragelonne      | Alexandre Dumas                    | 626 000          | Français          |                   | Oui   |
| 17 | Un garçon convenable          | Vikram Seth                        | 591 552          | Anglais           |                   | Oui   |
| 18 | Guerre et Paix                | Léon Tolstoï                       | 560 000          | Russe et Français |                   | Oui   |
| 19 | Le Moulin du Pô               | Riccardo Bacchelli                 | 559 800          | Italien           | 3                 | Oui   |
| 20 | Remembrance Rock              | Carl Sandburg                      | 532 030          | Anglais           |                   | Oui   |
| 21 | Les Misérables                | Victor Hugo                        | 513 000          | Français          |                   | Oui   |
| 22 | Gordana                       | Marija Jurić Zagorka               | 5 600 pages      | Croate            | 8 – 12            | Oui   |
| 23 | L'Astrée                      | Honoré d'Urfé                      | 5 399 pages      | Français          | 5                 | Oui   |
| 24 | Récoltes et Semailles         | Alexandre Grothendieck             | 2 600 pages      | Français          | 2                 | Oui   |
| 25 | L'Homme sans qualités         | Robert Musil                       | 1 700 pages      | Allemand          |                   | Oui   |

## Les plus longs romans utilisant des écritures autres que les caractères latins ou cyrilliques
Les langues de l'Asie orientale, comme le chinois ou le japonais, sont écrites de manière plus compacte que leurs équivalents occidentaux. Ceci explique que les œuvres composées dans ces langues sont souvent nettement plus longues dans des versions traduites.

### Sohachi Yamaoka,Tokugawa Ieyasu
Les 40 volumes de ce roman historique ont été publiés en série entre 1950 et 1967. Le texte complet comprend plus de 10 millions de caractères japonais. Il s'agit du plus long roman japonais mais également d'un des plus longs jamais écrits.

### Nakazato Kaizan,Daibosatsu Toge
Publié en 41 volumes et 1533 chapitres, ce roman historique comprend 5,7 millions de caractères japonais.

### Li Guiyu,Liu Hua Meng
Terminé en 1841, il comprend 4 838 400 caractères chinois. Il est écrit en vers narratifs. Il est le plus long roman en chinois. Les critiques débattent du classement générique de cette œuvre: roman ou poème narratif.

### Yang Fuguo,Kuangshi Qiyuan
Prévu pour comprendre 4,2 millions de sinogrammes, ce texte est terminé mais seul le premier volume a été publié, en 2005. Une fois complètement publié, il s'agira du plus long roman chinois en prose.

### Yao Xueyin,Li Zicheng
Ce roman historique terminé en 1999 comprend 3,4 millions de caractères chinois. Il a été publié en 5 volumes sur une durée de 40 ans. C'est actuellement le plus long roman publié en chinois moderne.

### Vilasini,Avakasikal
Cet ouvrage en Malayalam est connu comme le plus long écrit dans une langue indienne. Il contient 3 958 pages en quatre volumes et a pris 10 ans pour être terminé.

### Cao Xueqin,Le Rêve dans le pavillon rouge
Ce roman a été écrit au XVIIIe siècle ; il est actuellement publié sur 2 500 pages, regroupées en cinq livres comprenant en tout 120 chapitres. Avec son million de caractères chinois, ce n'est toutefois pas le plus long roman chinois.